# Liste des communes de la province d'Ávila

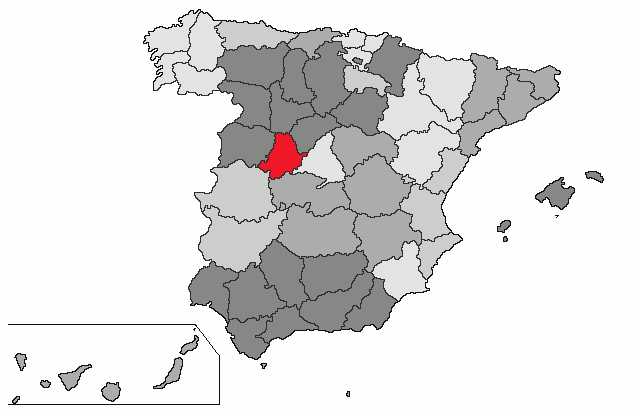
Localisation de la province d'Ávila

Carte des communes de la province d'Ávila

Liste des 248 communes de la province d'Ávila dans la communauté autonome de Castille-et-León en Espagne.

## Liste
| Commune                            | Habitants (2002) |
| ---------------------------------- | ---------------- |
| Adanero                            | 354              |
| La Adrada                          | 2.013            |
| Albornos                           | 234              |
| Aldeanueva de Santa Cruz           | 189              |
| Aldeaseca                          | 327              |
| La Aldehuela                       | 262              |
| Amavida                            | 194              |
| El Arenal                          | 1.061            |
| Arenas de San Pedro                | 6.562            |
| Arevalillo                         | 129              |
| Arévalo                            | 7.549            |
| Aveinte                            | 122              |
| Avellaneda                         | 37               |
| Ávila                              | 50.241           |
| El Barco de Ávila                  | 2.537            |
| El Barraco                         | 2.053            |
| Barromán                           | 243              |
| Becedas                            | 391              |
| Becedillas                         | 153              |
| Bercial de Zapardiel               | 302              |
| Las Berlanas                       | 352              |
| Bernuy-Zapardiel                   | 207              |
| Berrocalejo de Aragona             | 56               |
| Blascomillán                       | 274              |
| Blasconuño de Matacabras           | 20               |
| Blascosancho                       | 155              |
| El Bohodón                         | 181              |
| Bohoyo                             | 439              |
| Bonilla de la Sierra               | 185              |
| Brabos                             | 68               |
| Bularros                           | 109              |
| Burgohondo                         | 1.200            |
| Cabezas de Alambre                 | 214              |
| Cabezas del Pozo                   | 153              |
| Cabezas del Villar                 | 443              |
| Cabizuela                          | 138              |
| Canales                            | 61               |
| Candeleda                          | 5.066            |
| Cantiveros                         | 183              |
| Cardeñosa                          | 550              |
| La Carrera                         | 257              |
| Casas del Puerto de Villatoro      | 111              |
| Casasola                           | 146              |
| Casavieja                          | 1.663            |
| Casillas                           | 791              |
| Castellanos de Zapardiel           | 135              |
| Cebreros                           | 3.223            |
| Cepeda de la Mora                  | 134              |
| Cillán                             | 144              |
| Cisla                              | 193              |
| La Colilla                         | 223              |
| Collado de Contreras               | 268              |
| Collado del Mirón                  | 77               |
| Constanzana                        | 179              |
| Crespos                            | 677              |
| Cuevas del Valle                   | 632              |
| Chamartín                          | 111              |
| Diego del Carpio                   | 278              |
| Donjimeno                          | 137              |
| Donvidas                           | 68               |
| Espinosa de los Caballeros         | 103              |
| Flores de Ávila                    | 416              |
| Fontiveros                         | 982              |
| Fresnedilla                        | 93               |
| El Fresno                          | 507              |
| Fuente el Saúz                     | 280              |
| Fuentes de Año                     | 181              |
| Gallegos de Altamiros              | 88               |
| Gallegos de Sobrinos               | 101              |
| Garganta del Villar                | 68               |
| Gávilanes                          | 716              |
| Gemuño                             | 210              |
| Gil García                         | 61               |
| Gilbuena                           | 112              |
| Gimialcón                          | 110              |
| Gotarrendura                       | 173              |
| Grandes y San Martín               | 51               |
| Guisando                           | 639              |
| Gutierre-Muñoz                     | 127              |
| Hernansancho                       | 221              |
| Herradón de Pinares                | 473              |
| Herreros de Suso                   | 213              |
| Higuera de las Dueñas              | 326              |
| La Hija de Dios                    | 103              |
| La Horcajada                       | 756              |
| Horcajo de las Torres              | 746              |
| El Hornillo                        | 401              |
| El Hoyo de Pinares                 | 2.261            |
| Hoyocasero                         | 407              |
| Hoyorredondo                       | 116              |
| Hoyos de Miguel Muñoz              | 47               |
| Hoyos del Collado                  | 44               |
| Hoyos del Espino                   | 446              |
| Hurtumpascual                      | 110              |
| Junciana                           | 101              |
| Langa                              | 582              |
| Lanzahíta                          | 916              |
| El Losar del Barco                 | 128              |
| Los Llanos de Tormes               | 118              |
| Madrigal de las Altas Torres       | 1.951            |
| Maello                             | 646              |
| Malpartida de Corneja              | 191              |
| Mamblas                            | 273              |
| Mancera de Arriba                  | 136              |
| Manjabálago                        | 62               |
| Marlín                             | 41               |
| Martiherrero                       | 187              |
| Martínez                           | 226              |
| Mediana de Voltoya                 | 116              |
| Medinilla                          | 200              |
| Mengamuñoz                         | 66               |
| Mesegar de Corneja                 | 113              |
| Mijares                            | 933              |
| Mingorría                          | 506              |
| El Mirón                           | 234              |
| Mironcillo                         | 133              |
| Mirueña de los Infanzones          | 175              |
| Mombeltrán                         | 1.130            |
| Monsalupe                          | 88               |
| Moraleja de Matacabras             | 70               |
| Muñana                             | 550              |
| Muñico                             | 139              |
| Muñogalindo                        | 437              |
| Muñogrande                         | 101              |
| Muñomer del Peco                   | 124              |
| Muñopepe                           | 101              |
| Muñosancho                         | 155              |
| Muñotello                          | 117              |
| Narrillos del Álamo                | 151              |
| Narrillos del Rebollar             | 69               |
| Narros de Saldueña                 | 164              |
| Narros del Castillo                | 229              |
| Narros del Puerto                  | 46               |
| Nava de Arévalo                    | 991              |
| Nava del Barco                     | 166              |
| Navacepedilla de Corneja           | 132              |
| Navadijos                          | 55               |
| Navaescurial                       | 79               |
| Navahondilla                       | 167              |
| Navalacruz                         | 277              |
| Navalmoral                         | 546              |
| Navalonguilla                      | 423              |
| Navalosa                           | 473              |
| Navalperal de Pinares              | 783              |
| Navalperal de Tormes               | 131              |
| Navaluenga                         | 2.041            |
| Navaquesera                        | 55               |
| Navarredonda de Gredos             | 466              |
| Navarredondilla                    | 291              |
| Navarrevisca                       | 369              |
| Las Navas del Marqués              | 4.354            |
| Navatalgordo                       | 358              |
| Navatejares                        | 88               |
| Neila de San Miguel                | 113              |
| Niharra                            | 195              |
| Ojos-Albos                         | 60               |
| Orbita                             | 100              |
| El Oso                             | 229              |
| Padiernos                          | 245              |
| Pajares de Adaja                   | 187              |
| Palacios de Goda                   | 494              |
| Papatrigo                          | 332              |
| El Parral                          | 130              |
| Pascualcobo                        | 47               |
| Pedro Bernardo                     | 1.194            |
| Pedro-Rodríguez                    | 223              |
| Peguerinos                         | 299              |
| Peñalba de Ávila                   | 129              |
| Piedrahíta                         | 2.096            |
| Piedralaves                        | 2.100            |
| Poveda                             | 83               |
| Poyales del Hoyo                   | 672              |
| Pozanco                            | 56               |
| Pradosegar                         | 162              |
| Puerto Castilla                    | 147              |
| Rasueros                           | 321              |
| Riocabado                          | 203              |
| Riofrío                            | 330              |
| Rivilla de Barajas                 | 94               |
| Salobral                           | 130              |
| Salvadiós                          | 118              |
| San Bartolomé de Béjar             | 71               |
| San Bartolomé de Corneja           | 99               |
| San Bartolomé de Pinares           | 724              |
| San Esteban de los Patos           | 47               |
| San Esteban de Zapardiel           | 68               |
| San Esteban del Valle              | 882              |
| San García de Ingelmos             | 151              |
| San Juan de Gredos                 | 386              |
| San Juan de la Encinilla           | 125              |
| San Juan de la Nava                | 657              |
| San Juan del Molinillo             | 338              |
| San Juan del Olmo                  | 168              |
| San Lorenzo de Tormes              | 52               |
| San Martín de la Vega del Alberche | 287              |
| San Martín del Pimpollar           | 300              |
| San Miguel de Corneja              | 101              |
| San Miguel de Serrezuela           | 200              |
| San Pascual                        | 52               |
| San Pedro del Arroyo               | 504              |
| San Vicente de Arévalo             | 228              |
| Sanchidrián                        | 769              |
| Sanchorreja                        | 139              |
| Santa Cruz de Pinares              | 206              |
| Santa Cruz del Valle               | 552              |
| Santa María de los Caballeros      | 133              |
| Santa María del Arroyo             | 131              |
| Santa María del Berrocal           | 543              |
| Santa María del Cubillo            | 396              |
| Santa María del Tiétar             | 428              |
| Santiago del Collado               | 271              |
| Santiago del Tormes                | 233              |
| Santo Domingo de las Posadas       | 90               |
| Santo Tomé de Zabarcos             | 104              |
| La Serrada                         | 143              |
| Serranillos                        | 389              |
| Sigeres                            |                  |
| Sinlabajos                         | 213              |
| Solana de Ávila                    | 203              |
| Solana de Rioalmar                 | 281              |
| Solosancho                         | 1.031            |
| Sotalbo                            | 276              |
| Sotillo de la Adrada               | 3.691            |
| El Tiemblo                         | 3.641            |
| Tiñosillos                         | 789              |
| Tolbaños                           | 127              |
| Tormellas                          | 107              |
| Tornadizos de Ávila                | 367              |
| La Torre                           | 397              |
| Tórtoles                           | 112              |
| Umbrías                            | 158              |
| Vadillo de la Sierra               | 138              |
| Valdecasa                          | 107              |
| Vega de Santa María                | 142              |
| Velayos                            | 249              |
| Villaflor                          | 164              |
| Villafranca de la Sierra           | 189              |
| Villanueva de Ávila                | 388              |
| Villanueva de Gómez                | 160              |
| Villanueva del Aceral              | 177              |
| Villanueva del Campillo            | 194              |
| Villar de Corneja                  | 78               |
| Villarejo del Valle                | 496              |
| Villatoro                          | 234              |
| Viñegra de Moraña                  | 95               |
| Vita                               | 113              |
| Zapardiel de la Cañada             | 169              |
| Zapardiel de la Ribera             | 130              |

### Sources
- (es) Instituto Nacional de Estadistica
  - (es) Instituto Nacional de Estadistica, « Superficie, population (données non corrigées), densité : province d'Ávila », sur www.ine.es (consulté le 15 août 2014)
  - (es) Instituto Nacional de Estadistica, « Données officielles de population résultant de la révision du recensement municipal au 1er janvier 2013 : province d'Ávila (données de population corrigées) », sur www.ine.es, 1er janvier 2013 (consulté le 15 août 2014)
- (es) Varaciones de los municipios de España desde 1842, Ministerio de administraciones públicas, octobre 2008, 364 p. (lire en ligne) [PDF]